# Classique de Saint-Sébastien 2010
La 30e édition de la Classique de Saint-Sébastien a eu lieu le 31 juillet 2010. Il s'agit de la dixième épreuve de l'UCI ProTour 2010 et la 18e épreuve du Calendrier mondial UCI 2010. Elle est remportée par Luis León Sánchez, qui s'impose pour la première fois dans une classique.

## Équipes participantes et leaders
21 équipes participent à cette édition de la Classique de Saint-Sébastien, dont trois équipes continentales professionnelles (Andalucía-Cajasur, Xacobeo Galicia et Cervélo TestTeam) :
| N.      | Code | Équipe             |
| ------- | ---- | ------------------ |
| 1-8     | QST  | Quick Step         |
| 11-18   | AST  | Astana             |
| 21-28   | KAT  | Team Katusha       |
| 31-38   | LIQ  | Liquigas-Doimo     |
| 41-48   | SAX  | Team Saxo Bank     |
| 51-58   | THR  | Team HTC-Columbia  |
| 61-68   | OLO  | Omega Pharma-Lotto |
| 71-77   | RSH  | Team RadioShack    |
| 81-88   | GCE  | Caisse d'Épargne   |
| 91-98   | CTT  | Cervélo TestTeam   |
| 101-108 | RAB  | Rabobank           |

| N.      | Code | Équipe              |
| ------- | ---- | ------------------- |
| 111-118 | LAM  | Lampre-Farnese Vini |
| 121-126 | EUS  | Euskaltel-Euskadi   |
| 131-138 | GRM  | Garmin-Slipstream   |
| 141-148 | SKY  | Team Sky            |
| 151-158 | ALM  | AG2R La Mondiale    |
| 161-168 | MRM  | Team Milram         |
| 171-177 | FDJ  | FDJ                 |
| 181-188 | FOT  | Footon-Servetto     |
| 191-198 | XAC  | Xacobeo Galicia     |
| 201-208 | ACA  | Andalucía-Cajasur   |

## Récit de la course
Dans la deuxième ascension du Jaizkibel, Luis León Sánchez attaque. Il est suivi par Alexandre Vinokourov et Carlos Sastre. Les trois hommes rattrapent et distancent rapidement les derniers échappées matinaux. Ils continuent de se relayer régulièrement et mettent le peloton hors de portée. Vinokourov essaie d'anticiper le sprint en attaquant à trois kilomètres de l'arrivée, mais il ne trompe pas la vigilance de ses deux rivaux. Les trois coureurs arrivent donc ensemble dans la dernière ligne droite. Sanchez se montre le plus rapide et s'impose. Vinokourov et Sastre terminent respectivement deuxième et troisième.

## Classement final
| Pos. | Cycliste             | Pays       | Équipe             |    | Temps           | Points UCI |
| ---- | -------------------- | ---------- | ------------------ | -- | --------------- | ---------- |
| 1    | Luis León Sánchez    | Espagne    | Caisse d'Épargne   | en | 5 h 47 min 13 s | 80         |
| 2    | Alexandre Vinokourov | Kazakhstan | Astana             | +  | 0 s             | 60         |
| 3    | Carlos Sastre        | Espagne    | Cervélo TestTeam   |    | 0 s             | 50         |
| 4    | Haimar Zubeldia      | Espagne    | Team RadioShack    |    | 34 s            | 40         |
| 5    | Joaquim Rodríguez    | Espagne    | Team Katusha       |    | 37 s            | 30         |
| 6    | Ryder Hesjedal       | Canada     | Garmin-Transitions |    | 37 s            | 22         |
| 7    | Robert Gesink        | Pays-Bas   | Rabobank           |    | 37 s            | 14         |
| 8    | Nicolas Roche        | Irlande    | AG2R La Mondiale   |    | 37 s            | 10         |
| 9    | Samuel Sánchez       | Espagne    | Euskaltel-Euskadi  |    | 37 s            | 6          |
| 10   | Richie Porte         | Australie  | Team Saxo Bank     |    | 37 s            | 2          |